# Лефов, Мег
Мэг Лефов (англ. Meg LeFauve; род. 19 октября 1969, Уоррен, Огайо) — американская сценаристка и кинопродюсер.

## Ранняя жизнь
Лефов родилась и выросла в Уоррене (штат Огайо). Училась в Сиракузском университете.

## Карьера
Лефов начала свою карьеру в кино в качестве продюсера и президента Egg Pictures, кинокомпании Джоди Фостер. В это время Лефов продюсировала несколько фильмов, которые были номинированы на «Эмми», «Золотой глобус». Среди фильмов, которые Лефов продюсировала для Egg Pictures были картины The Baby Dance Джейн Андерсон, награждённая в 1998 году премией Пибоди и «Опасные игры» Питера Кэа с Кираном Калкиным, Джоди Фостер и Винсентом Д'Онофрио в главных ролях, который получил восторженные отзывы и премию Independent Spirit Awards 2003 года как лучший дебютный полнометражный фильм. 
Лефов была наставницей в писательской лаборатории Мерил Стрип, а в настоящее время является консультантом Screen New South Wales, Screen Australia и Film Victoria. Кроме того она была наставницей в Sundance Creative Producer Lab, а также является членом совета директоров и постоянным участником CineStory Script Sessions. Лефов преподавала в AFI и была сопредседателем программы для выпускников продюсеров в Школе кино и телевидения Калифорнийского университета в Лос-Анджелесе, где она более семи лет вела мастер-классы по истории и развитию. Известно также, что Лефов время от времени проводит семинары.
Лефов была номинирована на премию «Оскар» за лучший оригинальный сценарий за соавторство сценария к фильму Pixar «Головоломка». В 1999 году она была номинирована на премию «Эмми» за продюсирование The Baby Dance. Лефов также написала сценарий к фильму «Хороший динозавр», который был номинирован на «Золотой глобус». Лефов участвовала в разработке сюжета фильма «Капитан Марвел». 

## Подкаст
Мэг Лефов является соведущей подкаста The Screenwriting Life w/ Meg LeFauve and Lorien McKenna. Шоу, организованное совместно со сценаристом Лориэн МакКенной и продюсером Джеффри Крейном Грэмом, посвящено раскрытию как ремесла, так и художественного пути карьеры сценариста. Среди приглашённых гостей — Эд Соломон, Энн Ламотт, Майк Джонс и Бонни Кёртис.
Шоу было названо одним из 25 лучших подкастов по сценарному мастерству по версии Feedspot, за которыми вы должны следить в 2021 году, 10 лучших рекомендуемых подкастов по кинопроизводству по версии FilmCon и 8 лучших подкастов для сценаристов по версии Podcast Magazine's.

## Личная жизнь
Лефов замужем за режиссёром Джо Форте. 

## Фильмография
| Год       | Фильм                          | В титрах указана как | В титрах указана как | В титрах указана как | В титрах указана как | В титрах указана как |
| Год       | Фильм                          | Сценарист            | Продюсер             | Другое               | Прим. |                      |
| --------- | ------------------------------ | -------------------- | -------------------- | -------------------- | --- | -------------------- |
| 1998      | The Baby Dance                 | Нет                  | Да                   | Нет                  | |                      |
| 2000      | Пробуждая мертвецов            | Нет                  | Нет                  | Да                   | Особая благодарность |                      |
| 2002      | Опасная жизнь алтарников       | Нет                  | Да                   | Нет                  | |                      |
| 2010–2011 | Гигантик                       | Да                   | Нет                  | Нет                  | 3 серии: «Идеальные осложнения», «Carpe Diem», «Возвращение к нормальной жизни» |                      |
| 2015      | Головоломка                    | Да                   | Нет                  | Нет                  | Лауреат: Премия «Энни» за сценарий в полнометражном фильме, Премия Ассоциации кинокритиков Вашингтона (округ Колумбия) за лучший оригинальный сценарий Номинация: Премия «Оскар» за лучший оригинальный сценарий, Премия BAFTA за лучший оригинальный сценарий, Премия Чикагской ассоциации кинокритиков за лучший оригинальный сценарий, Премия Общества онлайн-кинокритиков за лучший оригинальный сценарий — Satellite Award за лучший оригинальный сценарий |                      |
| 2015      | Чудак                          | Да                   | Нет                  | Нет                  | Редактор сценариев |                      |
| 2015      | Хороший динозавр               | Да                   | Нет                  | Нет                  | Номинация: «Золотой глобус» |                      |
| 2016      | В поисках Дори                 | Нет                  | Нет                  | Да                   | Особая благодарность |                      |
| 2016      | Человек, который спас Бен-Гура | Нет                  | Нет                  | Да                   | Особая благодарность |                      |
| 2018      | Суперсемейка 2                 | Нет                  | Нет                  | Да                   | Особая благодарность |                      |
| 2019      | Капитан Марвел                 | Сюжет                | Нет                  | Нет                  | |                      |
| 2020      | Вперёд                         | Сюжет                | Нет                  | Нет                  | Дополнительный сюжетный материал |                      |
| 2022      | Папин дракон                   | Да                   | Да                   | Нет                  | |                      |
| 2024      | Головоломка 2                  | Да                   | Нет                  | Нет                  | |                      |